# 심득룡
심득룡(沈得龍, 1911년 5월 29일~ 1944년)은 중화민국 (1912년~1949년)의 독립운동가로 만주의 조선항일운동을 진행하였고, 중국의 항일투쟁단체인 동북인민혁명군에 가입하여 소대장 겸 청년단장으로 싸웠다. 이후 그는 항일투쟁을 위해 소련으로 건너가 공부하고 다시 만주로 돌아와 항일투쟁을 하였다. 1943년 다롄 헌병대에 체포된 심득룡은 마루타에 특별수송되어 1944년에 사망한다.